# ヴァンウォール・ヴァンダーヴェル 680
ヴァンウォール・ヴァンダーヴェル 680 (Vanwall Vandervell 680) は、バイコレスがル・マン・ハイパーカー （LMH）規定に基づき、FIA 世界耐久選手権（WEC）への参戦用に開発したプロトタイプ・レーシングカー。F1で初のコンストラクターズチャンピオンを獲得したヴァンウォールの名を冠する。

## 概要
バイコレスが2019-20年までFIA 世界耐久選手権に参戦していたLMP1クラスのCLM P1/01の後継にあたる。エンジンはCLM P1/01から引き続きギブソン・テクノロジー製V型8気筒自然吸気エンジンであるGL458をミッドシップに搭載していたが、後に他メーカーへの換装も行われている（後述）。
当初は2021年からLMHクラスに参戦予定だったが、LMP時代と異なりシーズンエントリーが必須となり1レース毎のエントリーが禁止されたためその年の参戦は見送り、翌2022年のシリーズエントリーを目指していたがこれはWEC選考委員会から却下され、2023年にようやくエントリーが認められている。
名称にVanwall (ヴァンウォール) を用いており、車両のカラーリングも意識されているが、かつてのF1コンストラクターであるヴァンウォールとは直接の関係は無い。純粋なレーシングカーコンストラクターの車両が参戦可能であったLMP時代と異なり、ハイパーカークラスへの参戦には市販の自動車メーカーとの繋がりが必要なため、バイコレスの関連会社であるPMC GmbHがドイツで商標を保持している「ヴァンウォール」の名前を用いているものである。バイコレスの市販車メーカーとしての実績作りとして、本車両の公道走行可能モデルとなる「ヴァンダーヴェル 1000」や、量産EVホットハッチとなる「ヴァンダーヴェル S」の開発が発表されているが、2023年12月現在特に進展は無い。

## レース活動

### 2023年
参戦に先立ち2022年4月、ドイツの飛行場にてロールアウト。クリストフ・ブシューが最初のステアリングを握った。2023年にシリーズエントリーが認められ同年よりの参戦となった。チーム名は「フロイド・ヴァンウォール・レーシングチーム」、ドライバーはトム・ディルマン、エステバン・グエリエリ、1997年のF1ワールドチャンピオンのジャック・ヴィルヌーヴの3人を起用していたが、第4戦となるル・マン24時間レースではヴィルヌーヴに代わりトリスタン・ヴォーティエが、そして第5戦モンツァ6時間レースからはディルマンに代わりジョアオ・パオロ・デ・オリベイラが、第7戦はライアン・ブリスコーがドライバーを務めるなどドライバー陣が頻繁に変更され、1台での参戦でありながら年間6人ものドライバーが起用され、その中でフルエントリーしたのはグエリエリのみとなった。
マシンも全体的な信頼性の不足に加えギブソン製エンジンのパワー不足も目立ち、BoPによる性能調整の上限値から80馬力ほども劣った出力しか得られないこともあり、成績は低迷した。クラス最高成績は開幕戦の8位、総合順位では第5戦の20位が最高、完走率は50%しかなく、獲得したポイントはモンツァ以降の2戦を欠場したグリッケンハウスよりも低かった。

### 2024年
2024年に向けてはV型10気筒エンジンへの載せ替えなども検討されたが、最終的に前年限りでWECから撤退したグリッケンハウス・007 LMHのエンジン（ピポ・モチュール社製P21エンジン・3.5L V型8気筒ツインターボチャージャー）を採用することを決めた。しかしFIA / ACOから2024年シーズンのエントリーを却下されてしまい、参戦は出来なかった。
2024年10月、チームマネージャーのコリン・コレスがメディアの取材に応じ、2025年のWECへの復帰に向けた準備を進めていることを明らかにした。コレスによれば「95％新しい」とされるバージョンアップ版の車両の開発が進められているが、実車での走行は「（復帰が）正式に決定してから」になる予定だという。ヴァンウォールでは「1年後（2026年）にヒョンデが来たときに、再び『グリッドが満員だ』と言われるのは困る」として、FIA / ACOに対し長期参戦のコミットメントを求めている。しかし11月22日に公表された2025年のエントリーリストに名前はなく、またしてもエントリーを却下された形となった。

## 戦績
| 年   | チーム                                     | クラス       | No. | ドライバー                       | Rds. | 1     | 2       | 3       | 4       | 5      | 6      | 7      | Pts. | Pos. |
| ---- | ------------------------------------------ | ------------ | --- | -------------------------------- | ---- | ----- | ------- | ------- | ------- | ------ | ------ | ------ | ---- | ---- |
| 2023 | フロイド・ヴァンウォール・レーシングチーム | ハイパーカー | 4   | エステバン・グエリエリ           | All  | SEB 8 | POR Ret | SPA Ret | LMS Ret | MNZ 12 | FUJ 11 | BHR 12 | 10   | 7位  |
| 2023 | フロイド・ヴァンウォール・レーシングチーム | ハイパーカー | 4   | トム・ディルマン                 | 1-4  | SEB 8 | POR Ret | SPA Ret | LMS Ret | MNZ 12 | FUJ 11 | BHR 12 | 10   | 7位  |
| 2023 | フロイド・ヴァンウォール・レーシングチーム | ハイパーカー | 4   | ジャック・ヴィルヌーヴ           | 1-3  | SEB 8 | POR Ret | SPA Ret | LMS Ret | MNZ 12 | FUJ 11 | BHR 12 | 10   | 7位  |
| 2023 | フロイド・ヴァンウォール・レーシングチーム | ハイパーカー | 4   | トリスタン・ヴォーティエ         | 4-7  | SEB 8 | POR Ret | SPA Ret | LMS Ret | MNZ 12 | FUJ 11 | BHR 12 | 10   | 7位  |
| 2023 | フロイド・ヴァンウォール・レーシングチーム | ハイパーカー | 4   | ジョアオ・パオロ・デ・オリベイラ | 5-6  | SEB 8 | POR Ret | SPA Ret | LMS Ret | MNZ 12 | FUJ 11 | BHR 12 | 10   | 7位  |
| 2023 | フロイド・ヴァンウォール・レーシングチーム | ハイパーカー | 4   | ライアン・ブリスコー             | 7    | SEB 8 | POR Ret | SPA Ret | LMS Ret | MNZ 12 | FUJ 11 | BHR 12 | 10   | 7位  |